# Hyperion Solutions
Hyperion Solutions Corporation ist ein US-amerikanisches Softwareunternehmen, das Business-Performance-Management-Lösungen anbietet. Der Hauptsitz liegt in Santa Clara, Kalifornien, die deutsche Zentrale befindet sich in Frankfurt am Main.
Hyperion bietet Lösungen für Business Intelligence, Planung und Konsolidierung. 
Wettbewerber sind SAP (inkl. Business Objects), IBM (inkl. Cognos), Microsoft, Information Builders, SAS Institute und MicroStrategy (seit 2025 Strategy Inc).
Ende März 2007 wurde Hyperion von Oracle für 3,3 Milliarden US-Dollar übernommen.